# Wright-Kay Building
El Wright–Kay Building, originalmente conocido como el Schwankovsky Temple of Music, es uno de los edificios más antiguos del Downtown de Detroit, Míchigan. Está ubicado en 1500 Woodward Avenue, en la esquina de Woodward y John R. Street, cerca del Distrito Histórico de Lower Woodward Avenue. 

## Historia y descripción
El edificio, diseñado por Gordon W. Lloyd, fue construido para la F. J. Schwankovsky Company, que vendía instrumentos musicales. Fue terminado en 1891 en la avenida Woodward Detroit, entre Grand Circus Park y Campus Martius Park, que estaba en plena expansión. En 1924 se construyó en el lote vecino el Metropolitan Building, que también se especializó en oficios relacionados con la joyería.
Schwankovsky cerró un par de décadas después. De 1920 a 1978 el edificio fue ocupado por la joyería Wright Kay. Actualmente hay una tienda de ropa en el primer piso, un restaurante en el segundo y unidades residenciales en las plantas superiores.
El Wright-Kay es un edificio de estilo Reina Ana con elementos neorrománico, adornos de ladrillo y piedra rojiza. Una torreta de esquina se extiende desde el segundo hasta el quinto piso; en el segundo piso hay una sala de conciertos. Tiene una estructura de hierro fundido y fue uno de los primeros inmuebles detroitinos con elevador eléctrico.

## Lecturas adiconales
- Hill, Eric J. & John Gallagher (2002). AIA Detroit: The American Institute of Architects Guide to Detroit Architecture. Wayne State University Press. ISBN 0-8143-3120-3.
- Meyer, Katherine Mattingly and Martin C.P. McElroy with Introduction by W. Hawkins Ferry, Hon A.I.A. (1980). Detroit Architecture A.I.A. Guide Revised Edition. Wayne State University Press. ISBN 0-8143-1651-4.
- Sharoff, Robert (2005). American City: Detroit Architecture. Wayne State University Press. ISBN 0-8143-3270-6.

- Ubicación de Mapas del Google del Schwankovsky Edificio

- Datos: Q8038166